# Анна Бєлень-Жарська
Анна Бєлень-Жарська (пол. Anna Bieleń-Żarska; нар. 22 липня 1979) — колишня польська тенісистка.
Найвищу одиночну позицію світового рейтингу — 146 місце досягла 3 квітня 2000, парну — 176 місце — 30 липня 2001 року.
Здобула 4 одиночні та 5 парних титулів.
Завершила кар'єру 2005 року.

## Фінали ITF

### Одиночний розряд: 10 (4–6)
| турніри $100,000 |
| турніри $75,000  |
| турніри $50,000  |
| турніри $25,000  |
| турніри $10,000  |

| Результат | Ранг | Дата             | Місце                     | Покриття  | Суперниця                   | Рахунок            |
| --------- | ---- | ---------------- | ------------------------- | --------- | --------------------------- | ------------------ |
| Перемога  | 1.   | 1 вересня 1996   | Варшава, Польща           | Ґрунт     | Зузана Лешенарова           | 6–1, 6–3           |
| Поразка   | 1.   | 11 травня 1997   | Нітра, Словаччина         | Ґрунт     | Яна Мацурова                | 4–6, 6–4, 3–6      |
| Поразка   | 2.   | 26 жовтня 1997   | Юрмала, Латвія            | Килим (i) | Мір'я Ваґнер                | 4–6, 6–3, 1–6      |
| Поразка   | 3.   | 24 серпня 1998   | Пльзень, Чехія            | Ґрунт     | Лібуше Прушова              | 4–6, 3–6           |
| Перемога  | 2.   | 20 вересня 1998  | Біоград-на-Мору, Хорватія | Ґрунт     | Анастасія Мискіна           | 6–4, 5–7, 7–6      |
| Перемога  | 3.   | 14 червня 1999   | Познань, Польща           | Ґрунт     | Станіслава Грозенська       | 7–5, 6–3           |
| Перемога  | 4.   | 27 червня 1999   | Сопот (Польща), Польща    | Ґрунт     | Магда Міхалаке              | 6–2, 6–3           |
| Поразка   | 4.   | 3 жовтня 1999    | Порту, Португалія         | Ґрунт     | Десислава Топалова          | 6–7, 6–4, 5–7      |
| Поразка   | 5.   | 8 листопада 1999 | Рунгстед, Данія           | Килим (i) | Надія Островська            | 4–6, 6–2, 3–6      |
| Поразка   | 6.   | 10 червня 2002   | Кендзежин-Козьле, Польща  | Ґрунт     | Ана Лусія Мільяріні де Леон | 6–2, 1–6, 6–7(4–7) |

### Парний розряд: 13 (5–8)
| Результат | Ранг | Дата           | Місце                      | Покриття  | Партнерка           | Суперниці                                | Рахунок            |
| --------- | ---- | -------------- | -------------------------- | --------- | ------------------- | ---------------------------------------- | ------------------ |
| Поразка   | 1.   | 1 вересня 1996 | Варшава, Польща            | Ґрунт     | Павліна Бартункова  | Саллі-Енн Каттлер Анна Клім              | 2–6, 6–2, 4–6      |
| Поразка   | 2.   | 20 жовтня 1996 | Шяуляй, Литва              | Килим (i) | Катажина Теодорович | Наталія Бондаренко Марина Стець          | 1–6, 4–6           |
| Поразка   | 3.   | 8 червня 1997  | Битом, Польща              | Ґрунт     | Катажина Теодорович | Катержина Крупова-Шишкова Яна Ондроухова | 4–6, 2–6           |
| Перемога  | 1.   | 21 грудня 1997 | Кашкайш, Португалія        | Килим (i) | Кірстін Фрає        | Анжеліка Бахманн Магда Міхалаке          | 6–7, 6–0, 6–4      |
| Перемога  | 2.   | 14 червня 1998 | Кендзежин-Козьле, Польща   | Ґрунт     | Катажина Теодорович | Мілена Неквапілова Гана Шромова          | 7–6, 6–1           |
| Поразка   | 4.   | 23 серпня 1998 | Валашке Мезиржичі, Чехія   | Ґрунт     | Катажина Теодорович | Магдалена Кучерова Яна Поспішилова       | 3–6, 6–4, 6–7      |
| Поразка   | 5.   | 7 вересня 1998 | Задар, Хорватія            | Ґрунт     | Лібуше Прушова      | Каміль Пен Івана Вишич                   | 6–7(3–7), 6–7(4–7) |
| Перемога  | 3.   | 1 березня 1999 | Бухен, Німеччина           | Килим (i) | Адрієнн Хегюдюш     | Анжеліка Бахманн Ліза Фріц               | 6–4, 6–2           |
| Перемога  | 4.   | 6 червня 1999  | Кендзежин-Козьле, Польща   | Ґрунт     | Катажина Теодорович | Альона Бондаренко Валерія Бондаренко     | 5–7, 6–4, 6–1      |
| Поразка   | 6.   | 7 червня 1999  | Докси (Чеська Липа), Чехія | Ґрунт     | Рошелл Розенфілд    | Габріела Хмелінова Мілена Неквапілова    | 6–2, 3–6, 4–6      |
| Поразка   | 7.   | 16 серпня 1999 | Валашке Мезиржичі, Чехія   | Ґрунт     | Лібуше Прушова      | Габріела Хмелінова Петра Рацлавська      | 5–7, 6–2, 3–6      |
| Поразка   | 8.   | 12 червня 2000 | Марсель, Франція           | Ґрунт     | Светлана Кривенчева | Аліче Канепа Маріана Діас-Оліва          | 2–6, 3–6           |
| Перемога  | 5.   | 14 липня 2002  | Торунь, Польща             | Ґрунт     | Ленка Тварошкова    | Зузана Черна Івета Герлова               | 7–5, 4–6, 6–4      |